# Distretto di Nishiuwa
Il distretto di Nishiuwa (西宇和郡, Nishiuwa-gun?) è uno dei distretti della prefettura di Ehime, in Giappone.
Attualmente fa parte del distretto solo il comune di Ikata.
| Controllo di autorità | VIAF (EN) 257872462 · NDL (EN, JA) 00638502 |